# Eleições legislativas na Áustria em 1999
As Eleições legislativas aconteceram no dia 3 de outubro de 1999.

## Análise dos resultados

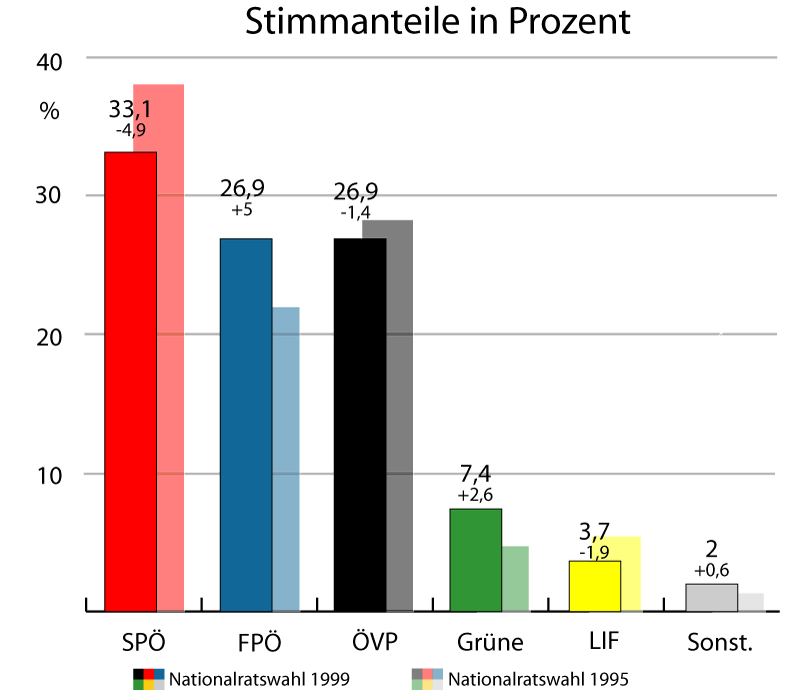

Embora que os resultados eleitorais fossem um verdadeiro terremoto político na Áustria, as sondagens de opinião previam mais ou menos os resultados. 
Pela primeira vez, o Partido Popular Austríaco caiu para o terceiro lugar. Todas as sondagens previam a vitória dos sociais-democratas, seguindo pelos populistas da direita do Partido da Liberdade da Áustria. 
A FPÖ subia pouco a pouco entre o eleitorado austríaco desde o ano de 1986 quando Joerg Haider foi eleito o líder do partido. A percentagem dele aumentava-se de 4% nas eleições legislativas na Áustria em 1986 a 27% nas eleições de 1999.
O quarto partido político tornaram-se os Verdes, ultrapassando o Foro Liberal, separação liberal do FPÖ, que foi bem-sucecido nas Eleições legislativas na Áustria em 1994 e em 1995.

## Resultados Oficiais
| Partido                     | Partido                       | Votos     | %               | +/-  | Deputados | +/-     |
| --------------------------- | ----------------------------- | --------- | --------------- | ---- | --------- | ------- |
|                             | Partido Social-Democrata      | 1 532 448 | 33,15 / 100,00  | 4,91 | 65 / 183  | 6       |
|                             | Partido da Liberdade          | 1 244 087 | 26,91 / 100,00  | 5,02 | 52 / 183  | 11      |
|                             | Partido Popular               | 1 243 672 | 26,91 / 100,00  | 1,38 | 52 / 183  | Estável |
|                             | Os Verdes - Alternativa Verde | 342 260   | 7,40 / 100,00   | 2,59 | 14 / 183  | 5       |
| Barreira Eleitoral de 4,00% |                               |           |                 |      |           |         |
|                             | Foro Liberal                  | 168 612   | 3,65 / 100,00   | 1,86 | 0 / 183   | 10      |
|                             | Os Independentes              | 46 943    | 1,02 / 100,00   | Novo | 0 / 183   | Novo    |
|                             | Outros (com menos de 1,00%)   | 44 332    | 0,97 / 100,00   |      | 0 / 183   |         |
| Votos inválidos             | Votos inválidos               | 72 871    | 1,55 / 100,00   | 0,77 |           |         |
| Total                       | Total                         | 4 695 225 | 100,00 / 100,00 |      | 183 / 183 |         |
| Eleitorado/Participação     | Eleitorado/Participação       | 5 838 373 | 80,42 / 100,00  | 5,56 |           |         |
| Fonte                       |                               |           |                 |      |           |         |